# خانه (بازی تاج‌وتخت)
«خانه» (انگلیسی: Home) قسمت دوم از فصل ششمِ مجموعهٔ تلویزیونیِ خیال‌پردازانهٔ بازی تاج‌وتخت و قسمت ۵۲ از کلِ این سریال است.
فیلم‌نامه‌نویس این قسمت دیو هیل و کارگردان آن جرمی پودسوا است.

## تولید

### نگارش
«خانه» توسط دیو هیل نوشته شده است. برخی عناصر این قسمت بر اساس رمان ششم از مجموعه ترانه یخ و آتش، با عنوان بادهای زمستان، ساخته شده‌اند که نویسنده، جرج آر. آر. مارتین، امیدوار بود پیش از شروع پخش فصل ششم آن را به پایان رسانده باشد. همچنین این قسمت شامل عناصری از فصل‌های «دختر نابینا»، «اژدها رام‌کن» و «بران سوم» از کتاب رقصی با اژدهایان است، و همچنین به مرگ بالون گریجوی اشاره دارد، رویدادی که در فصل «کیتلین پنجم» از کتاب طوفان شمشیرها به آن اشاره شده اما هرگز توسط خواننده دیده نشده است.
در بخش «درون قسمت» که توسط شبکه HBO کمی پس از پخش قسمت منتشر شد، سازندگان سریال و شورانرها دیوید بنیاف و دی. بی. وایس درباره صحنه وینترفل که شامل بران بود صحبت کردند و گفتند از ابتدای سریال از انجام هرگونه فلش‌بک اجتناب داشتند. بنابراین تصمیم گرفتند آن را به حداقل برسانند و تنها یک فلش‌بک در قسمت آغازین فصل پنجم به نام جنگ‌های پیش رو در کل سریال پیش از فصل ششم وجود داشته باشد. با این حال، بنیوف و وایس تصمیم گرفتند معرفی مجدد بران و کلاغ سه‌چشم این امکان را فراهم کند که فلش‌بک نشان داده شود و به این ترتیب درک بهتری برای شخصیت‌ها و تماشاگران ایجاد شود.

### انتخاب بازیگر
آیزاک همپستد-رایت (بران استارک)، الی کندریک (میرا رید)، کریستین نارن (هودور)، جما ویلَن (یارا گریجوی) و پاتریک مالاهاید (بالون گریجوی) پس از چند سال غیبت بازگشتند.. این قسمت ماکس فون سیدو را به عنوان کلاغ سه‌چشم معرفی کرد که جایگزین استران راجر شد، کسی که نقش این شخصیت را به طور کوتاه در فصل چهارم بازی کرده بود. همچنین پیلوی آسبک در نقش اورون گریجوی معرفی شد. چندین بازیگر کودک نیز برای بازی در نقش‌های جوانی شخصیت‌های شناخته‌شده در دید بران از وینترفل در گذشته انتخاب شدند. از جمله سباستین کرافت در نقش ند استارک جوان، کوردلیا هیل در نقش لیانا استارک جوان، ماتئو الزی در نقش بنجن استارک جوان و سم کولمن در نقش هودور جوان، یا ویلیس همانطور که در صحنه نامیده می‌شود.
جان اسنو در پایان فصل پنجم، قسمت آمرزگاری مادر، کشته شد و در آستانه فصل ششم، کیت هارینگتون، بازیگر این نقش، اعلام کرد که به جز ایفای نقش جسد، به سریال باز نخواهد گشت و برخلاف گمانه‌زنی‌های فراوان، احیا نخواهد شد. پس از پخش «خانه»، هارینگتون عذرخواهی عمومی از طرفداران سریال کرد و گفت که «می‌خواهم بابت دروغ گفتن به همه عذرخواهی کنم. خوشحالم که مردم بابت مرگ او ناراحت شدند. بزرگ‌ترین ترس من این بود که مردم اهمیتی ندهند یا بگویند ‘خوب، جان اسنو مرد.’ اما به نظر می‌رسد مردم، مشابه قسمت «عروسی سرخ»، نوعی غم و اندوه داشتند که یعنی چیزی که من یا سریال انجام می‌دهیم درست است.» در تمامی فیلمنامه‌ها، لیست‌های بازیگران، وسایل صحنه و لباس، هارینگتون فقط با نام «LC» به معنای فرمانده ارشد اشاره شده بود تا راز احیای او در قسمت حفظ شود. همچنین مشخص شد که در طول تولید فصل، حتی گفتگوی کلامی درباره نام «جان اسنو» ممنوع بوده است، مگر در دیالوگ‌های روی دوربین.